# Mjöasjön, Småland
Mjöasjön är en sjö i Gislaveds kommun i Småland och ingår i Nissans huvudavrinningsområde.